# 細川左馬助
細川 左馬助（ほそかわ さまのすけ）は、戦国時代の武将。

## 概要
天文15年（1546年）9月13日に兄の細川国慶と共に入京したとされ、翌年正月には龍安寺を訪れ酒を振る舞われている。
京都を巡る細川晴元方との戦闘において、国慶の側近として兵粮米を徴収するための「折紙」を発給していた。
天文16年（1547年）10月5日には、京都を占領していた晴元方の城であった桂川沿いの河島城を攻め、6日には西京の大将軍まで攻め上ったものの、その日のうちに国慶とともに戦死した。
国慶の弟には、彼の挙兵に与同して浪人となった僧泉坊という人物がいたが、これが還俗して左馬助を名乗った可能性がある。